# LAX (série télévisée)
Pour les articles homonymes, voir LAX.
LAX ou Escale à L.A. au Québec, est une série télévisée américaine en treize épisodes de 42 minutes, créée par Mark Gordon et Nick Thiel dont les dix premiers épisodes ont été diffusés entre le 13 septembre 2004 et le 17 novembre 2004 sur le réseau NBC. Les trois épisodes restants ont été diffusés le samedi soir entre le 19 mars et le 16 avril 2005.
Au Québec, la série a été diffusée à partir du 21 mai 2005 à Séries+, en Suisse dès le 3 juillet 2005 sur TSR1 en France entre le 7 juillet et le 11 août 2005 sur M6 et en Belgique à partir du 1er octobre 2005 sur RTL-TVI.

## Synopsis
Cette série se déroule dans l'aéroport international de Los Angeles, dont le code d'identification est LAX, et met en scène la compétition acharnée entre la responsable des pistes et celui des terminaux, afin d'obtenir le poste du directeur de l'aéroport qui s'est suicidé.

## Distribution

### Acteurs principaux
- Heather Locklear (VF : Dominique Dumont) : Harley Random
- Blair Underwood (VF : Bruno Dubernat) : Roger De Souza
- Paul Leyden (VF : Pascal Germain) : Tony Magulia
- Frank John Hughes (VF : Thierry Wermuth) : Henry Engels (7 épisodes)
- Wendy Hoopes (en) (VF : Marie Gamory) : Betty (9 épisodes)
- David Paetkau (VF : Taric Mehani) : Nick (9 épisodes)

### Acteurs récurrents
- Joel David Moore (VF : Vincent de Boüard) : Edward « Eddie » Carson (9 épisodes)
- Sasha Barrese (VF : Agathe Schumacher) : Caitlin Mansfield (9 épisodes)
- Chane't Johnson (en) : Tanika (7 épisodes)
- Octavia Spencer : Suzy (6 épisodes)
- Amin Nazemzadeh (en) (VF : Bruno Raina) : Cyrus (5 épisodes)
- Iman Nazemzadeh (en) : Joe (5 épisodes)
- Eric Lange : Docteur (4 épisodes)

### Invités
- David Clennon (VF : Michel Ruhl) : Ralph Gravis (épisodes 1, 3 et 7)
- Nestor Serrano (VF : Jean Barney) : Maire Freddy Hortense (épisodes 1, 6 et 11)
- Kirsten Vangsness : Stéphanie (épisodes 1, 8 et 10)
- Tony Hawk : lui-même (épisode 2)
- Sharon Leal (VF : Maïté Monceau) : Monique De Souza (épisodes 3, 9 et 13)
- Joey Slotnick (VF : Cédric Dumond) : Warren (épisodes 4 et 11)
- Keith Diamond (en) : l'agent Lewis (épisodes 6 et 8)
- Sahar Bibiyan : Sandy Cheboloski (épisodes 8, 10 et 13)
- Jason Gedrick : Gavin (épisodes 9 à 11)
- Charisma Carpenter : Julie Random (épisode 9)
- Nicki Aycox (VF : Sylvie Jacob) : Kristina (épisodes 10 à 12)

 Source et légende : version française (VF) sur RS Doublage

## Épisodes
| № | Titre                                              | Réalisation           | Scénario                                                               | Première diffusion |
| --- | -------------------------------------------------- | --------------------- | ---------------------------------------------------------------------- | ------------------ |
| 1 | Un fauteuil pour deux Pilot                        | Anthony et Joe Russo  | Mark Gordon et Nick Thiel                                              | 13 septembre 2003  |
| Après le suicide du directeur général de l'aéroport, la compétition s'ouvre entre la directrice des pistes et le directeur des terminaux. C'est le maire qui tranchera. Pendant ce temps, l'aéroport connaît un jour comme les autres avec une alerte à la bombe, l'atterrissage de l'avion du gouverneur, des manutentionnaires qui courent après un chien, un officier de police qui cherche désespérément un jeune homme qui apparaît et disparaît, une jeune recrue des douanes qui connaît ses premiers états d'âme envers une Philippine censée épouser un citoyen américain, le coordinateur passager essaie tant bien que mal d'empêcher un équipage serbe soûl de décoller. |                                                    |                       |                                                                        |                    |
| 2 | Poker menteur Finnegan Again, Begin Again          | Joe Russo             | Paul Redford (en) et Nick Thiel                                        | 20 septembre 2003  |
| Cette semaine, Harley se bat contre des pigeons, grands ennemis des aéroports, en faisant appel à un faucon, des manutentionnaires voient sous leurs yeux ébahis un homme sortir d'un cercueil - il s'agit d'un jeune étudiant en médecine endetté qui sert de « mule » à des dealers jamaïcains, quant à Tony, il essaie tant bien que mal de répartir tous les jeunes membres d'une équipe de baseball dans différents avions pour qu'ils puissent tous aller disputer le championnat à Albany. |                                                    |                       |                                                                        |                    |
| 3 | Le Jour le plus long The Longest Day               | Anthony Russo         | Jill Blotevogel                                                        | 27 septembre 2003  |
| Eddie va suivre un stage pour maîtriser sa peur de l'avion. Tony et Harley s'apprêtent à aller surfer au retour de Roger, mais ce dernier se trouve sur un vol qui revient de Las Vegas et qui connaît quelques soucis techniques. |                                                    |                       |                                                                        |                    |
| 4 | Alerte rouge Credible Threat                       | Adam Davidson         | Andrew Dettman                                                         | 4 octobre 2003     |
| L'aéroport de Los Angeles est en alerte rouge, un attentat terroriste pourrait être commis. Dans la panique générale, Tony s'occupe d'une vieille femme abandonnée par sa famille. |                                                    |                       |                                                                        |                    |
| 5 | Jamais sans mon fils Abduction                     | Scott Brazil (en)     | Kayla Alpert, Russel Friend (en) et Garrett Lerner (en)                | 11 octobre 2003    |
| Harley et Roger doivent régler un problème de garde d'enfant, l'affaire est d'autant plus délicate que les relations diplomatiques entre les États-Unis et l'Égypte sont en jeu et que la mère de l'enfant est une grande amie d'Harley. De son côté, Tony accueille une stagiaire, la fille d'un patron d'une grande compagnie aérienne. |                                                    |                       |                                                                        |                    |
| 6 | Haute Surveillance Unscheduled Arrivals            | Scott Brazil          | Russel Friend et Garrett Lerner                                        | 18 octobre 2003    |
| Un agent de la sécurité du service fédéral fait une visite surprise à LAX : Harley et Roger sont sous le coup d'une inspection. Nick, aux douanes, se voit confronté à un jeune Ouzbek homosexuel qui demande l'asile politique. Quant à Tony, il se retrouver coincé dans un avion mis en quarantaine par précaution : il retrouve une hôtesse de l'air avec qui il a eu une aventure. |                                                    |                       |                                                                        |                    |
| 7 | Hors de contrôle Out of Control                    | Adam Davidson         | Don E. Fesman et Harry Victor                                          | 27 octobre 2003    |
| Vick, un ancien contrôleur aérien, au bout du rouleau, s'invite dans la tour de contrôle de l'aéroport et prend en otage ses occupants. Harley et Roger tentent de raisonner l'homme. |                                                    |                       |                                                                        |                    |
| 8 | Amour, Mensonges et Vidéo The Pictures to Prove It | Anthony Russo         | Alexander Woo                                                          | 3 novembre 2003    |
| Harley et Roger s'occupent de l'embarquement d'un témoin dans une affaire de drogue. La jeune femme, bien qu'escortée par une vingtaine d'agents, disparaît mystérieusement. |                                                    |                       |                                                                        |                    |
| 9 | Jour de fête Thanksgiving                          | Joe Russo             | Andrew Dettmann et Kayla Alpert                                        | 10 novembre 2003   |
| C'est le jour de Thanksgiving et l'aéroport est en ébullition : Harley et Roger doivent faire face à un des jours les plus encombrés de l'année tandis qu'ils doivent gérer, chacun de leur côté, des problèmes familiaux comme tous les personnages principaux dans cet épisode. |                                                    |                       |                                                                        |                    |
| 10 | La Confusion des sentiments Secret Santa           | Félix Enríquez Alcalá | Russel Friend, Nick Thiel, Dan E. Fesman, Garrett Lerner, Harry Victor | 17 novembre 2003   |
| Un fugitif, pris en filature par la police, réussit à s'introduire dans l'aéroport et à se fondre parmi les passagers. La femme de Roger, Monique, demande le divorce. Harley, qui sort avec un pilote, à des réminiscences de la liaison qu'elle a eue avec Roger l'année passée - elle ne sait pas si elle doit emménager avec le pilote. |                                                    |                       |                                                                        |                    |
| 11 | L'Art de la politique Cease & Assist               | Craig Zisk            | Andrew Dettmann, Harry Victor and Dan E. Fesman                        | 19 mars 2004       |
| Le maire de la ville veut faire de Roger son conseiller municipal. Cette tentative d'entrer en politique se heurte à l'affaire d'extradition d'un Nigérien accusé de meurtre. Tony et Kathleen connaissent quelques turbulences dans leur relation après avoir réglé un DAB (Décédé À Bord). Harley s'engage vis-à-vis de Gavin, son compagnon, le pilote qui lui a proposé d'emménager chez lui pour de bon. Quant à la femme de Roger, elle finit par demander le divorce. Il y a aussi de l'eau dans le gaz entre Nick et Betty quand l'immigrée philippine de l'épisode pilote refait son apparition dans la vie de Nick.                                                        |                                                    |                       |                                                                        |                    |
| 12 | Le Baiser Mixed Signals                            |                       |                                                                        | 26 mars 2004       |
| Un faux détournement d'avion est organisé pour le vol d'un tableau de grande valeur, Le Baiser. Roger est en plein divorce, Harley a quitté Gavin parce qu'elle éprouve toujours des sentiments pour Roger. Le père de Kathleen a engagé un détective privé pour surveiller Tony qui flirte avec une serveuse de l'aéroport. Eddie essaie de retrouver un canif. |                                                    |                       |                                                                        |                    |
| 13 | La Fin du voyage Senator's Daughter                | Joe Russo             | Jon Hlavin                                                             | 16 avril 2004      |
| La fille d'une sénatrice dont Roger a la charge est sur le point de faire passer de la drogue à son arrivée à la douane de l'aéroport. Roger décide de lui venir en aide… Tony et Kathleen mettent fin à leur relation, tandis que Nick et Betty se rapprochent - mais Nick finira par épouser l'immigrée philippine. Roger veut véritablement sauver son mariage. Harley, qui a refusé le poste de directrice de l'aéroport de Dallas, démissionne et s'en va. Tony retrouve sa mère. |                                                    |                       |                                                                        |                    |

## Commentaires
- La série est produite par Heather Locklear.
- La plupart des scènes d'intérieur ont été tournées à l'Aéroport international d'Ontario (situé à Ontario, une ville du comté de San Bernardino en Californie) ; seuls les plans d'ensemble extérieurs sont bien ceux de LAX.
- Après de bons débuts, les scores d'audience de la série n'ont cessé de baisser avant l'épisode final, celui du crash. Le comique américain Jay Leno a d'ailleurs déclaré que la série était « si nulle que l'aéroport de Los Angeles réfléchissait sérieusement à changer de nom pour éviter d'être associé à la série. »